# 500'erne
Århundreder: 5. århundrede – 6. århundrede – 7. århundrede
Årtier: 450'erne 460'erne 470'erne 480'erne 490'erne – 500'erne – 510'erne 520'erne 530'erne 540'erne 550'erne
År: 500 501 502 503 504 505 506 507 508 509

## Begivenheder
- 500 e.Kr.: Yamato-klanen indleder centraliseringen af Japan.